# Monocarpia kalimantanensis
Monocarpia kalimantanensis är en kirimojaväxtart som beskrevs av Keßler. Monocarpia kalimantanensis ingår i släktet Monocarpia och familjen kirimojaväxter. Inga underarter finns listade i Catalogue of Life.